# Bård Nesteng
Bård Nesteng, född 14 maj 1979, är en norsk bågskytt. Han deltog vid olympiska sommarspelen 2000, 2012 och 2016.